# フライング・タイガー (映画)
『フライング・タイガー』（原題:Flying Tigers）は、ジョン・ウェイン主演のアメリカ合衆国の戦争映画。日本では劇場未公開でDVD化されている。

## 概要
1942年に製作された。モデルはフライング・タイガースである。

## キャスト
※括弧内は日本語吹替（東京12ch版／PDDVD版）
- ジム・ゴードン隊長 - ジョン・ウェイン（糸博／加藤亮夫）
- ウッディ・ジェイソン - ジョン・キャロル（／上城龍也）
- ブルック・エリオット看護師 - アンナ・リー（渡辺知子／兒玉彩伽）
- ハップ・デイビス - ポール・ケリー（雨森雅司／芦澤孝臣）
- リアドン - トム・ニール（／藤富兵吉）
- スミス - ゴードン・ジョーンズ
- ヴェルナ・バレス - メイ・クラーク
- リンゼー大佐 - アディスン・リチャーズ
- 佐藤 - 灰田勝彦[2]
- 行本 - 月田一郎[2]